# Željko Bebek

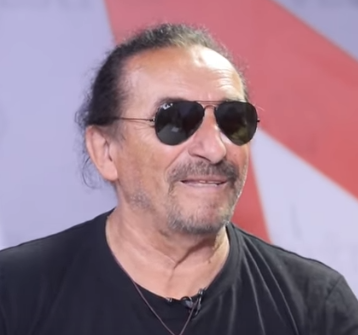
Željko Bebek, 2019

Želimir „Željko“ Bebek (* 16. Dezember 1945 in Sarajevo, Jugoslawien) ist ein jugoslawischer beziehungsweise kroatischer Rock- und Popmusiker. Bekanntheit erlangte er vor allem als Frontmann der jugoslawischen bzw. bosnischen Rockband Bijelo dugme in den 1970er und 1980er Jahren. Nach seinem Ausstieg bei Bijelo Dugme im Jahr 1984 startete er eine Solo-Karriere. Bebek gehört zu den erfolgreichsten Musikern seines Genres auf dem gesamten Balkan.

## Frühe Kindheit
Bebek wurde im jugoslawischen Sarajevo geboren. Seine Eltern Zvonimir und Katarina waren Kroaten aus (Ljubuški). Schon früh zeigte er musikalisches Interesse und sang des Öfteren vor Gästen, die seine Familie empfing. Außerdem sang er als Kind häufig Lieder nach, die im Radio ausgestrahlt wurden.
Željko experimentierte auch mit der Harmonika, die er aber nach seinem Schulabschluss zur Seite legte, weil er hauptsächlich an Gesang und Gitarrespiel interessiert war. Mit 16 spielte er in einer clubähnlichen Einrichtung seines Gymnasiums in Sarajevo, genannt Eho 61, das erste Mal vor größerem Publikum.

## Karriere

### „Kodeksi“ (ab 1965)
1965 lud der unbekannte, lokale Musiker Eduard „Edo“ Bogeljić Bebek ein, einer mittelmäßig erfolgreichen Cover-Band namens Kodeksi, die Bogeljić gründete, beizutreten.
Željko Bebek verbrachte einige Jahre zusammen mit der Band mit Singen und Gitarrespielen. Die Gruppe wurde in der Region in und um Sarajevo immer populärer. Doch gerade als sich Kodeksi einen Namen machen konnte, traten die ersten Probleme der Band auf. Kodeksi hatte Probleme, den Platz des Bassgitarristen dauerhaft zu besetzen. Bebek hatte dem Band-Gründer Bogeljić den talentierten Gitarristen Goran Bregović, der später ebenfalls einer der bekanntesten bosnischen Musiker wurde, empfohlen. Rückwirkend war die Besetzung von Bregović ausschlaggebend für ein langes freundschaftliches und berufliches Verhältnis zwischen Bebek und Bregović.
1970 spielte die Band in Italien. Doch während dieser Zeit gab es Konflikte zwischen Bebek und einigen Bandmitgliedern, sodass er die Band Kodeksi vorerst verließ und nach Sarajevo zurückkehrte.

### „Novi Kodeksi“ (ab 1970)
Kurz nachdem Bebek aus Italien nach Bosnien zurückgekehrt war, gründete er mit Bogeljić, der inzwischen auch aus Kodexi ausgestiegen war, die Neuauflage der Band unter dem Namen „Novi Kodeksi“. 1971 nahm der Erfolg der Band immer weiter ab, da sie zunächst immer noch am Konzept einer Cover-Band festgehalten hatte. Im Dezember 1971 erhielt Bebek ein Schreiben der Jugoslawischen Volksarmee, dass er sich für einen anstehenden militärischen Einsatz vorbereiten müsse. Für die neue „alte“ Band Novi Kodeksi war dies das Aus. Zu diesem Zeitpunkt war Bebek 26 Jahre alt. Als er dann noch seine damalige Freundin heiratete, hängte er seine Musikkarriere vorerst an den Nagel. Er sah zu dieser Zeit keine erfolgreiche Zukunft mit der Musik.
Ihren letzten Auftritt gaben Novi Kodeksi kurz darauf im „Dom Mladih“, einem Jugendhaus in Sarajevo.

### „Jutro“ (ab 1972)
Anfang 1972, kurz vor seiner militärischen Verpflichtung, erhielt Bebek eine Einladung von Goran Bregović, seinem früheren Kollegen in der Band Kodeksi, mit dem er seit dem Verlassen der Band in Italien im Jahr 1970 kein Wort mehr gesprochen hatte. Bebek wurde angeboten, der Band „Jutro“, die Bregović gegründet hatte, beizutreten. Bebek nahm das Angebot an und kurz darauf nahmen sie zusammen Lieder im Studio auf. Ende Februar 1972 kam Željko Bebek seiner militärischen Verpflichtung nach, was eine Auszeit von Jutro bedeutete. Ein Jahr später, im März 1973, wurde Bebek vom Militärdienst entlassen.
Daraufhin trat er „Jutro“ erneut bei. Fokussiert auf Projekte mit der Band, hegte Bebek am kommerziellen Erfolg der Band immer noch Zweifel, weshalb er nebenbei noch Geld mit einem Bürojob verdiente. Nach kurzer Zeit stieg die Popularität der Band enorm, sodass Bebek den Nebenjob kündigte, um sich komplett auf die Musikkarriere zu konzentrieren.
Die Band wurde daraufhin in Bijelo dugme (Weißer Knopf) umbenannt. Bebek wurde als Mitgründer von Bijelo dugme gelistet. Dass die Band eines Tages zu den beliebtesten und erfolgreichsten Rockbands des gesamten Balkans gehören sollte, war zu diesem Zeitpunkt aber noch nicht absehbar.

### „Bijelo Dugme“ (ab 1974)
Als Sänger und stellenweise als Bassist der Band erlangte Bebek große landesweite Beliebtheit. Die erfolgreiche Band nahm über ein Jahrzehnt lang (1974–1984) mehrere Songs auf, die alle kommerziell erfolgreich waren.
Im April 1984 beschloss Bebek trotz des Erfolgs von Bijelo dugme, sich von der Band zu trennen, da er eine Solo-Karriere anstrebte.

### Solo-Karriere (ab 1984)
Während seiner Zeit bei Bijelo Dugme erhielt Bebek eine Solo-Karriere nebenbei am Leben, auf die er sich nach seinem mehr oder weniger offiziellen Ausstieg bei Bijelo Dugme erneut fokussierte.
1978 war Goran Bregović, Mitgründer von Bijelo dugme, wegen eines Militäreinsatzes eine Weile lang abwesend. Zusammen mit seinem alten Freund und Kollegen Edo Bogeljić nahm Bebek in Bregovićs Abwesenheit ein Solo-Album auf. Bebek war für den Gesang zuständig, Bogeljić für die Gitarre. Das Album Namens „Skoro da smo isti“ fiel allerdings bei den Kritikern durch. Mit nur 6.000 Kopien war das Album auch kommerziell kein Erfolg. Das Album geriet schnell in Vergessenheit. Aufgrund der geringen Beliebtheit des Albums wollten Bebek und Gobeljić eine Tour machen, um die darin enthaltenen Lieder zu promoten und dadurch beliebter zu machen. Doch aufgrund der ohnehin geringen Verkaufszahlen sahen sich die beiden Musiker gezwungen, die Tour auf Eis zu legen, da sie irgendwann keine Hoffnung mehr sahen, das Album populärer zu machen.
Von 1984 bis 1989 nahm Bebek weitere Solo-Alben auf. Davon wurden einige zu großen Hits in Jugoslawien. In seinen 11 Solo-Alben waren teilweise auch Balladen enthalten, die ebenfalls kommerziell erfolgreich wurden, obwohl sich Bebek ursprünglich nur auf Rock und Pop spezialisiert hatte. In dieser Zeitperiode entstanden Hits wie Oprosti mi što te volim, Da je sreće bilo, Laku noć svirači und Žuta ruža, die sich auch heute noch großer Beliebtheit erfreuen.
Als Anfang der 1990er Jahre der Jugoslawienkrieg begann, wurde die Lage zunehmend komplizierter. Die Musikkarriere Bebeks war zunächst unterbrochen, da er nach Zagreb zog, um dort zu leben und zu arbeiten.

### Bijelo-dugme-Reunion (ab 2005)
Der Jugoslawienkrieg war inzwischen beendet. 2005 plante Bijelo dugme eine große Reunion, im Zuge deren sie große Konzerte in den drei Hauptstädten des ehemaligen Jugoslawien, Sarajevo, Zagreb und Belgrad, spielten.
Bebek zog sich danach für einige Jahre von der großen Bühne zurück. Im Jahr 2012 nahm er dann mit dem Produzenten der bekannten bosnischen Band Crvena jabuka weitere Solo-Lieder auf, die alle kommerzielle Erfolge wurden. Das bekannteste Lied der neuen Songs ist „Gdje sam bio“ (Wo war ich).
Željko Bebek gibt noch heute europaweit größere Konzerte vor jugoslawisch-stämmigem Publikum.

## Privates
Željko Bebek hat aus seinen ersten beiden Ehen zwei Töchter. Mit seiner aktuellen Ehefrau Ružica, die er 1997 in Tomislavgrad kennenlernte, hat er einen Sohn und eine Tochter.

## Diskografie

### Mit Bijelo Dugme
- 1974: Kad bi bio bijelo dugme
- 1975: Šta bi dao da si na mom mjestu
- 1976: Eto! Baš hoću!
- 1979: Bitanga i princeza
- 1980: Doživjeti stotu
- 1983: Uspavanka za Radmilu M.

### Alben (solo)
- 1978: Skoro da smo isti
- 1984: Mene tjera neki vrag
- 1985: Armija B
- 1989: Niko više ne sanja
- 1989: Pjevaj moj narode
- 1990: …Karmin, pjesma i rakija
- 1992: …A Svemir Miruje
- 1993: Gori svijet…ti ćeš ga ugasiti
- 1995: Puca mi u glavi
- 1999: S Tobom I Bez Tebe
- 2000: Ošini po prašini
- 2012: Kad poljubac pomiješaš sa vinom
- 2017: Ono nešto naše
- 2021: Mali oblak ljubavi

### Live-Alben (solo)
- 2001: Live
- 2019: Live
- 2020: Bebek U Spaladiumu

### Kompilationen (solo)
- 2006: Zlatna Kolekcija

### Konzept-Alben (solo)
- 2018: Dueti

### Solo-Singles (Auswahl)
- 1983: Jabuke I Vino (mit Zana)
- 1989: Sinoć Sam Pola Kafane Popio
- 1989: Da Je Sreće Bilo
- 1989: Da Zna Zora (mit Halid Bešlić)
- 1989: Žuta Ruža
- 1989: Oprosti Mi Što Te Volim
- 1989: Laku Noć Svirači
- 1993: Tijana
- 1995: Ako Odeš (mit Alka Vuica)
- 1998: Rastujem se od života (mit Severina)
- 1999: Kučka Nevjerna
- 2011: Kletva (mit Crvena Jabuka)
- 2012: Gdje Sam Bio
- 2012: Kaldrma
- 2017: Ono nešto naše
- 2017: Ja Po Kafanama
- 2017: Ako Voliš Ovu Ženu (mit Oliver Dragojević)
- 2021: Kupit Ću Nam Sat